# Association of Clinical Research Centers
Die Association of Clinical Research Centers (dt. etwa Vereinigung klinischer Forschungszentren) ist eine Kooperation von neun Zentren an deutschen Universitäten genannt „Interdisciplinary Centers for Clinical Research“ (ICCR) oder „Interdisziplinäre Zentren für Klinische Forschung“ (IZKF), die sich mit der Förderung der Forschung an Universitätskliniken befasst. Die Zusammenarbeit soll dabei sowohl logistische und organisatorische Aspekte verbessern als auch über interdisziplinäre Zusammenarbeit Innovationen fördern. Die teilnehmenden Universitäten wurden vom Bundesministerium für Bildung und Forschung (BMBF) nach einer Ausschreibung aus dem Jahr 1995 ausgewählt. Ihnen wird für die Zwecke dieser Kooperation ein jährliches Budget von ca. 50 Millionen Euro zur Verfügung gestellt.

## Teilnehmende Exzellenzzentren
Die Zentren sind angesiedelt an der RWTH Aachen, der Friedrich-Alexander-Universität Erlangen-Nürnberg, der Friedrich-Schiller-Universität Jena, der Universität zu Köln, der Universität Leipzig, der Westfälischen Wilhelms-Universität in Münster, der Eberhard Karls Universität Tübingen, der Universität Ulm sowie der Julius-Maximilians-Universität Würzburg.

## Bearbeitete Forschungsgebiete
Am IZKF BIOMAT in Aachen werden sehr konzentriert Material-Gewebsinteraktionen bei Implantaten und neue Biomaterialien erforscht. Auf der Grundlage von Tissue Engineering und der Entwicklung von neuen biokompatiblen Materialien soll dabei die Verträglichkeit von Implantaten und Gewebeersatz verbessert werden. Es nimmt damit eine Sonderstellung ein – dieses Thema wird sonst nur noch als eines von mehreren in Würzburg bearbeitet. Die anderen Zentren beschäftigen sich in variierender Verteilung der Projekte mit mehreren charakteristischen Themenkomplexen: Dies sind zum einen Rheumatologie, Autoimmunerkrankungen sowie generellere Probleme des Immunsystems. Davon überleitend finden sich Projekte der Infektionsforschung sowie der Erforschung der Immunreaktion auf Tumore. Weitere Themenkomplexe sind dann folgerichtig im Bereich der molekularen Krebsforschung zu finden. Ein dritter Themenkomplex ist der Bereich der Neurologie. Schließlich beschäftigt sich eine weitere Gruppe von Projekten mit der Erforschung des Blutkreislaufs und des Herzens. 

## Quelle / Weblinks
- http://www.acrc-gu.de